# Безумна любов
„Безумна любов“ (на английски: Endless Love) е американска романтична драма от 2014 г. на режисьора Шейна Фесте, която е съсценаристка с Джошуа Сафран. Това е втора адаптация по романа на Скот Спенсър (след филма от 1981 г. с участието на Брук Шийлдс), във филма участват Алекс Петифър, Габриела Уайлд, Брус Грийнууд, Джоли Ричардсън и Робърт Патрик. Филмът е пуснат на 14 февруари 2014 г. от „Юнивърсъл Пикчърс“ в САЩ и Великобритания, и на 13 февруари 2014 г. в Австралия.

## Актьорски състав
| Актьор            | Роля             |
| ----------------- | ---------------- |
| Алекс Петифър     | Дейвид Елиът     |
| Габриела Уайлд    | Джейд Бътърфийлд |
| Брус Грийнууд     | Хю Бътърфийлд    |
| Джоли Ричардсън   | Ан Бътърфийлд    |
| Робърт Патрик     | Хари Елиът       |
| Рис Уейкфийлд     | Кийт Бътърфийлд  |
| Дайо Окений       | Мейс             |
| Ема Ригби         | Джени            |
| Ана Енджър        | Сабин            |
| Патрик Джонсън    | Крис Бътърфийлд  |
| Александра Бартий | Кели             |

## Продукция
Ема Робъртс е оригинално наета за ролята на Джейд, но е отказала. София Лоу, Габриела Уайлд, Сара Болджър и Оливия Кук са в краткия списък за ролята, Уайлд е избрана за ролята на Джейд.
Снимките започват през май 2013 г. в Джорджия и приключва през юли 2013 г.

## В България
В България филмът е пуснат по кината на 14 март 2014 г. от „Форум Филм България“.
На 1 септември 2014 г. е пуснат на DVD от „А Плюс Филмс“.
На 5 март 2019 г. е излъчен премиерно по „Би Ти Ви Синема“. Дублажът е на студио „Медиа Линк“. Екипът се състои от:
| Озвучаващи артисти  | Петя Абаджиева Василка Сугарева Росен Русев Радослав Рачев Стоян Цветков |
| Преводач            | Елена Илиева                                                             |
| Тонрежисьор         | Емил Енев                                                                |
| Режисьор на дублажа | Мария Ангелова                                                           |